# О войне против турок
О войне против турок (нем. Vom Kriege wider die Türken) — трактат Мартина Лютера (1528), обосновывающий принципы справедливой войны. 

## Контекст
Трактат был написан в условиях турецкого наступления на земли Священной Римской империи, подданным которой был и Мартин Лютер. В 1526 году турки захватили Венгрию и подступили к столице империи — Вене.

## Содержание
Лютер стремится избежать двух крайностей. С одной стороны, он пытается снять с себя обвинение в пораженчестве, поскольку ранее Лютер высказывался, что нашествие турок есть Божье наказание за грехи. В евангелической позиции можно найти элементы пацифизма. Так, Христос призывает Петра возвратить меч в ножны (Мф. 26:52), а Пилату говорит, что Божье Царство не есть земное царство (Ин. 18:36). С другой — он отвергает идею крестового похода.
Тем не менее, у властей есть обязанность защищать своих подданных и их имущество. Поэтому христиане могут участвовать в сражениях с турками, но не потому, что те еретики, а потому, что посягнули на их родную землю. Кроме того, церковные служители не должны принимать никакого участия в войне. Война меча — это исключительно военное дело, а политика - светское.